# The Wash (singolo)
The Wash è un singolo collaborativo dei rapper statunitensi Dr. Dre e Snoop Dogg. Il brano è stato pubblicato nel 2002 ed è stato estratto dalla colonna sonora del film The Wash.

## Tracce
- CD

1. The Wash - 3:20
2. The Next Episode (Instrumental) - 2:42